# قمع الأنف

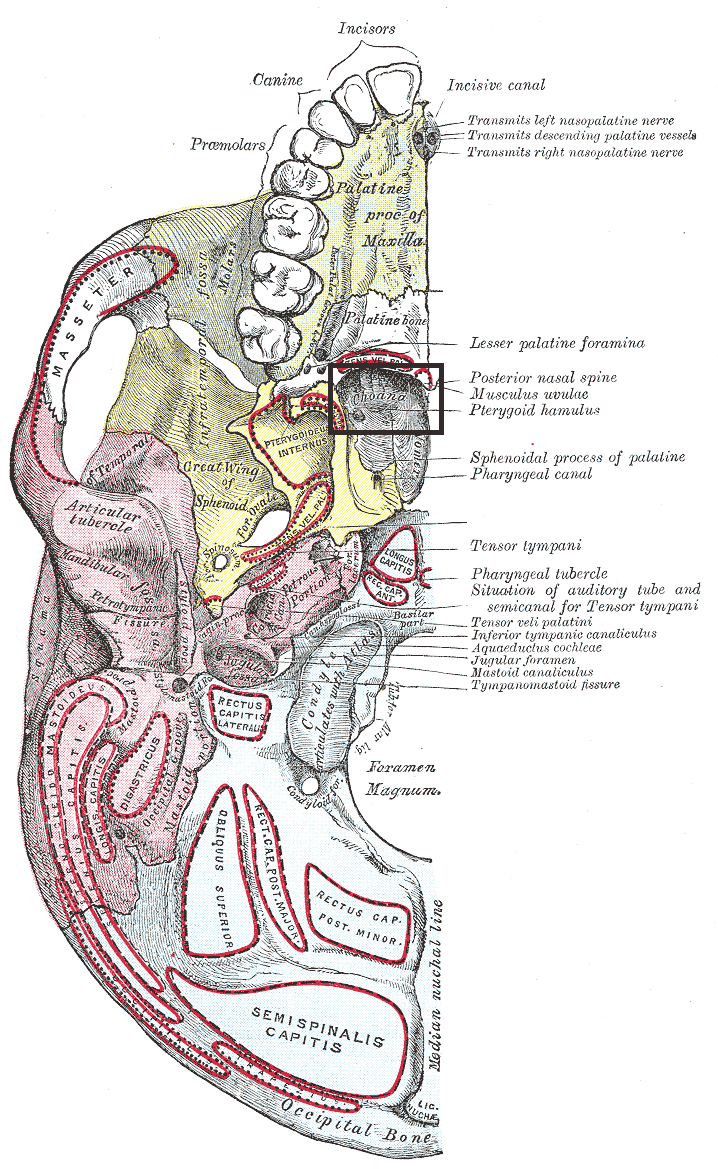
المنعر

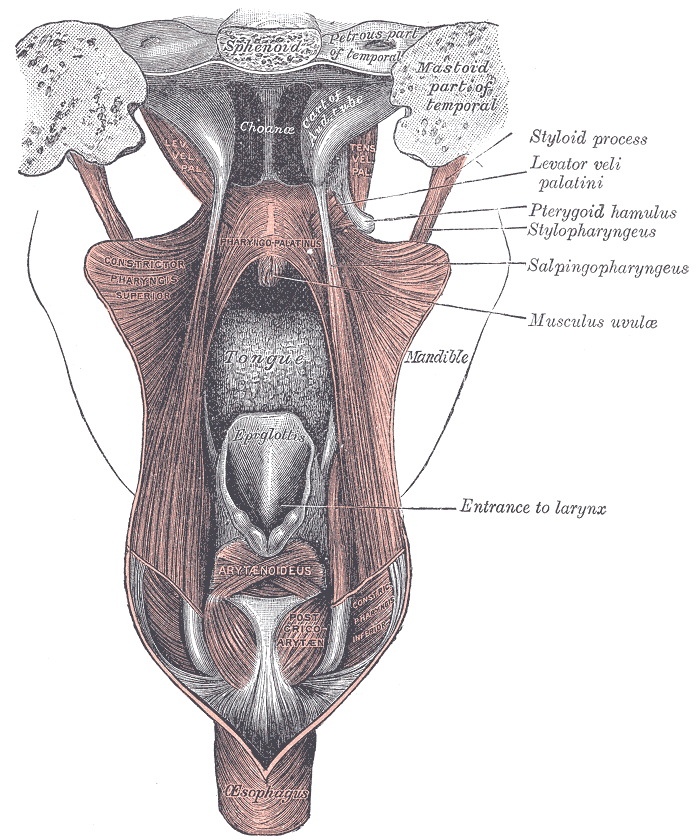

المَنْخِر الداخلي أو المَنْعِر أو قِمْع الأنف أو فُتحة الأنف الداخلية (بالإنجليزية: Choana) هو الفُتحة التي تصل البلعوم الأنفي بجوف الأنف وهو فُتحتان في كل جانب. يحد المنعر جسم العظم الوتدي في الأعلى والميكعة في الأنسي والصفيحة الجناحية الأنسية في الوحشي والصفيحة الأفقية للعظم الحنكي في الأسفل.